# 睡眠不足
睡眠不足（すいみんぶそく、Sleep deprivation）とは、充分な睡眠をとれていない状態であり、慢性、急性の両者が存在する。慢性的な睡眠不足は、疲労、日中の眠気、作業精度低下、体重減少もしくは増加を引き起こしうる。これは脳や認知機能に影響を起こしうる。しかし睡眠不足は逆説的には、エネルギーを増加させ覚醒を促すため、うつ病の治療法としても用いられる（断眠療法）。
急性睡眠不足と、慢性睡眠不足の影響を比較した研究はわずかである。長期間にわたる睡眠の完全な欠如は、ヒトでは確認されていない（致死性家族性不眠症を除く）。マイクロスリープは避けられないようである。動物実験では、長期間の睡眠不足は死を引き起こしうる。
睡眠不足は、睡眠時に脳内で老廃物清掃を行うグリンパティック系が効率的に働かなくなるため、認知症を引き起こすタウタンパク質などの蓄積につながり神経細胞が破壊される。また、脳内で死んだ細胞などを取り除く仕組みである食作用を行うグリア細胞のアストロサイトとミクログリアが睡眠不足時に活性化し、使用頻度の高いシナプスを破壊し脳を縮小化させ不可逆的なダメージを与えるという研究結果も出ている。過度のミクログリア活性はアルツハイマー病などの脳神経疾患とも関連している。

## 生理学的効果

睡眠不足の健康への影響

一般的に、睡眠不足は以下をもたらす
- 緑内障[12]
- 認知症[12]
- 体重の増加[12]
- 筋肉の痛み[13]
- 混乱、記憶喪失、記憶欠如[11][14]
- 抑うつ[14]
- 偽りの記憶の形成
- 手の振戦[15]
- 頭痛
- 倦怠感
- 麦粒腫
- 眼孔周囲の膨らみ（俗に目の隈）
- 血圧増加[16][17]
- ストレスホルモンの増加[17]
- 糖尿病リスクの増加[17]
- 線維筋痛症リスクの増加[18]
- いらだち[10]
- 眼球振盪 (意識しない眼球の急速運動)[19]
- 肥満[17]
- てんかん[20]
- 子供のかんしゃく[10]
- 暴力行動[21]
- あくび[10]
- 躁病[22]
- 以下に類似した症状
  - ADHD[10]
  - 精神病[23]
  - 離人パーソナリティ障害[24]

### 運転への影響
睡眠不足の運転への危険性は、全米睡眠医学学会のレポートによれば、重大な自動車傷害のうちの、5つに1つは運転手の疲労に関連しているとされ、毎日80,000人の運転手が居眠りし、毎年睡眠に関連して25万件の事故が起こり、米国国道交通安全局は、関連する交通事故は10万件近くと推定している。同局は、道を下りて、眠気を緩和するための15分または20分の昼寝を推奨している。

### 健康への影響
睡眠不足は、体内の血糖値のコントロールを難しいものとするため、長期的にみて体重の増加や糖尿病を誘発するなど健康を損ねる要因となる。休日にまとめて寝る「寝だめ」を行っても、再び睡眠不足が続けば血糖値のコントロールができなくなるため改善効果はない。
免疫力の低下
十分な睡眠がとれていないと、免疫力が低下し、病気に罹患しやすくなる。
体重の増加
「夜に食べると太る」と言われるが、その仕組みとしては睡眠不足は空腹感を与えるホルモンであるグレリンを増加させ、満腹感を与えるホルモンであるレプチンを減少させることで、食べ過ぎが起きて体重増加につながる
また、睡眠不足では倦怠感から運動不足となり、消費カロリーより摂取カロリーの方が増えることになる。

## 利用

### 尋問の手段
睡眠不足は尋問の手段として使用することができ、この手段は拷問とみなされるか否かについては、裁判となったことがある。
帝政ロシアにおいては政治犯の拷問手段として用いられ、ロシア革命後のソ連にも受け継がれた。

### うつ病
研究においては、睡眠不足はうつ病の治療の可能性を秘めている。
うつ病患者は、レム睡眠が発生する前に急速眼球運動が起こっている傾向があるため、レム睡眠発生中に脳波をモニタリングし、その最中に起床させることで、抑うつ効果を緩和する治療効果があるようであった。断眠療法をすることで、患者の60%においては即座に回復したが、ほとんどの場合は翌日に再発している。この効果は
脳由来神経栄養因子(BNDF)の増加と関連してる。これはクロノタイプが、人々の睡眠不足の気分への影響と関係しているとされており、すなわち、睡眠不足により朝を好む人はよりうつ病になり、一方、夜が好みの者は気分の改善を示す。2014年のヒトへの代謝総合評価によれば、断眠療法によって、27個の代謝産物は起床後24時間後に増加し、さらにセロトニン、トリプトファン、タウリンらは抗うつ効果に寄与されうることが見いだされた
再発率は、断眠療法と投薬を組み合わせることによって減少できる。多くの三環系抗うつ薬は、レム睡眠を抑制するため、気分と睡眠との関連しうる証拠がある。同様にトラニルシプロミンは、充分な用量でレム睡眠を抑制することが強く示されている。

### 不眠
いくつかの一般的な睡眠障害は、不眠症に対する認知行動療法（CBT-I）に反応することが示されている。これは睡眠ホメオタシスを回復させ、正常な睡眠効率(sleep efficiency)を促進するために、睡眠制限(sleep restriction)のプログラムが組み込まれている。

## 原因
睡眠不足の最も一般的な原因は、睡眠環境の悪さである。解決策は、就寝時刻の約1〜2時間前に暗い部屋にいて、45〜60分前に電子機器の使用をやめ、就寝時に耳栓を装着し、室温は18〜20度に設定することである。

### 不眠症
6種の睡眠異常の1つである不眠症は、成人人口の21-37%に影響している。その症状は、日中の過度の眠気、睡眠についての不満や心配、注意・集中・記憶に関する問題、極端な気分の変化または過敏性、エネルギーやモチベーション欠如、学校や職場におけるパフォーマンスの低下、緊張性頭痛や腹痛などが認識されている。
不眠症は、一次および二次、または併存した不眠症に分類することができる。 原発性不眠症（Primary insomnia）とは、医学的、精神的、環境的原因に起因しない睡眠障害である 原発性不眠症は主に3つに分類され、精神生理学的、特発性不眠症、睡眠状態誤認（逆説的不眠症）が挙げられる。精神生理学的不眠症とは、不安誘発性のものである。特発性不眠症とは、一般的に小児期に始まり、生涯続くものである。その原因は、睡眠覚醒サイクルを制御する脳の一部における神経化学的問題であり、睡眠不足信号または過活動性覚醒信号のどちらが生じていることが示唆されている。睡眠状態誤認（Sleep state misperception）とは、診断上は充分な睡眠を取っているのだが、睡眠が不充分であると誤って認識する状態である。
二次不眠症（Secondary insomnia）または併存不眠症は、他の医学的、神経学的、心理的および精神医学的状態と同時に起こる。原因は必ずしも判明しているとは限らない。

### 精神疾患
睡眠喪失と精神障害の症状との因果関係については、気分障害患者において最も広く研究されている。双極性障害患者が躁に移行する際には、しばしば不眠症状の期間が先行するため、睡眠不足は彼らを躁状態に誘発することが示されている。睡眠不足は、躁病の発生における最終的な共通経路である可能性がある。また睡眠喪失は、躁状態の沈静化および補強因子の両方であるとされる。

### 学校において
米国睡眠財団は、カレッジとユニバーシティの学生らは毎晩の睡眠は平均6時間以下であるという1996年の論文を取り上げている。この研究では、70.6%の学生は8時間未満しか睡眠を得ておらず、27%の学生については少なくとも1回の睡眠障害のリスクがあると報告している。睡眠不足は、大学生のストレスや社会活動に適応が求められる、初年度の大学生に共通している。
台湾国立中正大学の心理学科が実施した調査では、新入生はその週に最低限の睡眠しか取っていなかったことを結論付けている。
1997年のミネソタ大学の研究では、午前7時15分に登校した学生と午前8時40分に登校した学生を比較した。それによれば8時40分に登校した学生は、より早く登校した学生よりも成績がよく、また平日の夜により長く眠っていることが分かった。米国の高校生の4人に1人は、最低でも週に1回は授業中に眠っていると認めている。
人間の思春期には典型的に、概日リズムと、それに従って睡眠パターンが著しく変化することが知られている。脳波研究によれば思春期では、ノンレム睡眠における深い睡眠（ステージ4）の50%減少と、デルタ波のピーク振幅の75%減少が示された。学校のスケジュールは、しばしば、睡眠ステージの対応する遅れと相容れないため、大多数の青年にとって最適な睡眠よりも少ない睡眠を引き起こす。

## 治療
注意力を高めることで睡眠不足の影響を打ち消そうとする試みには、いくつかの共通する戦略がある。急性睡眠不足においては、覚醒状態を改善するために短期間カフェインが使用されることが多い。しかし、カフェインは日常的に服用されると有効性が低くなる。
米国睡眠医学会が推奨する他の戦略には、予防的な睡眠、昼寝、他の覚醒物質、およびそれらの組み合わせなどがある。しかし睡眠不足と戦う唯一の確実かつ安全な方法は、夜間の睡眠時間を増やすことである。
認知機能の回復は、慢性で部分的な睡眠不足後よりも、急性で完全な睡眠不足後のほうがより迅速である。慢性睡眠不足は日常生活においてより一般的である。一晩の回復睡眠は、全睡眠不足の悪影響を逆転させることがある。回復睡眠は、通常の睡眠よりも効率的であり、入眠潜時はより短くなり、深くてREMの睡眠が増加する。